# Schindler's List - La lista di Schindler
Schindler's List - La lista di Schindler (Schindler's List) è un film dramma storico, vincitore di sette premi Oscar, del 1993 diretto da Steven Spielberg, interpretato da Liam Neeson, Ben Kingsley e Ralph Fiennes e dedicato al tema della Shoah.
Ispirata al romanzo La lista di Schindler di Thomas Keneally e basata sulla vera storia di Oskar Schindler, la pellicola permise a Spielberg di raggiungere la definitiva consacrazione tra i grandi registi, ricevendo ben 12 nomination agli Oscar e vincendo 7 statuette, tra cui quelle per il miglior film e la miglior regia. È considerato uno dei migliori film della storia del cinema.
Caratteristica saliente del film è quella di essere stato girato interamente in bianco e nero, fatta eccezione per quattro scene: la prima è la scena iniziale, in cui si vedono due candele spegnersi, così come, simbolicamente, la fiammella di altre due candele riacquista colore verso il termine della storia. La seconda e la terza scena in bianco e nero, dove appare una bambina con un cappotto, solo quest'ultimo colorato di rosso, dapprima durante il rastrellamento del ghetto, poi durante la riesumazione delle vittime. Infine, è interamente a colori la sequenza finale del film, quando, ai giorni nostri, vengono rispettosamente deposti i sassi sulla tomba del vero Oskar Schindler presso il cimitero di Gerusalemme.
Schindler's List è stato presentato per la prima volta il 30 novembre 1993 a Washington ed è uscito il 15 dicembre negli Stati Uniti. Spesso elencato tra i più grandi film mai realizzati, ha ricevuto il plauso universale per il tono, la recitazione (in particolare del trio Neeson, Fiennes e Kingsley), l'atmosfera e la regia di Spielberg; è stato anche un successo al botteghino, guadagnando $ 322 milioni in tutto il mondo con un budget di $ 22 milioni. Nel 1998 l'American Film Institute l'ha inserito al nono posto della classifica dei migliori cento film statunitensi di tutti i tempi, mentre dieci anni dopo, nella lista aggiornata, è salito all'ottavo posto. Nel 2004 questo film è stato scelto dalla Biblioteca del Congresso degli Stati Uniti per essere preservato nel National Film Registry.
A seguito dell'enorme interesse suscitato, Spielberg utilizzò parte degli incassi per creare la Survivors of the Shoah Visual History Foundation, organizzazione no-profit per la collezione audio-video delle testimonianze di circa cinquantaduemila sopravvissuti. Alcune di queste interviste compaiono nei contenuti extra del DVD di Schindler's List.

## Trama
(Talmud babilonese)
Cracovia, 1939. Poco dopo l'inizio della seconda guerra mondiale, gli ebrei polacchi che risiedono nei dintorni della città, a seguito dell'invasione della Polonia, sono obbligati a recarvisi per essere registrati e schedati. Il grande afflusso di persone induce l'imprenditore tedesco Oskar Schindler ad approfittare del divieto imposto agli ebrei di avere attività commerciali al fine di trovare il denaro necessario per impiantarvi un'azienda che produca pentole e tegami da fornire all'esercito tedesco.

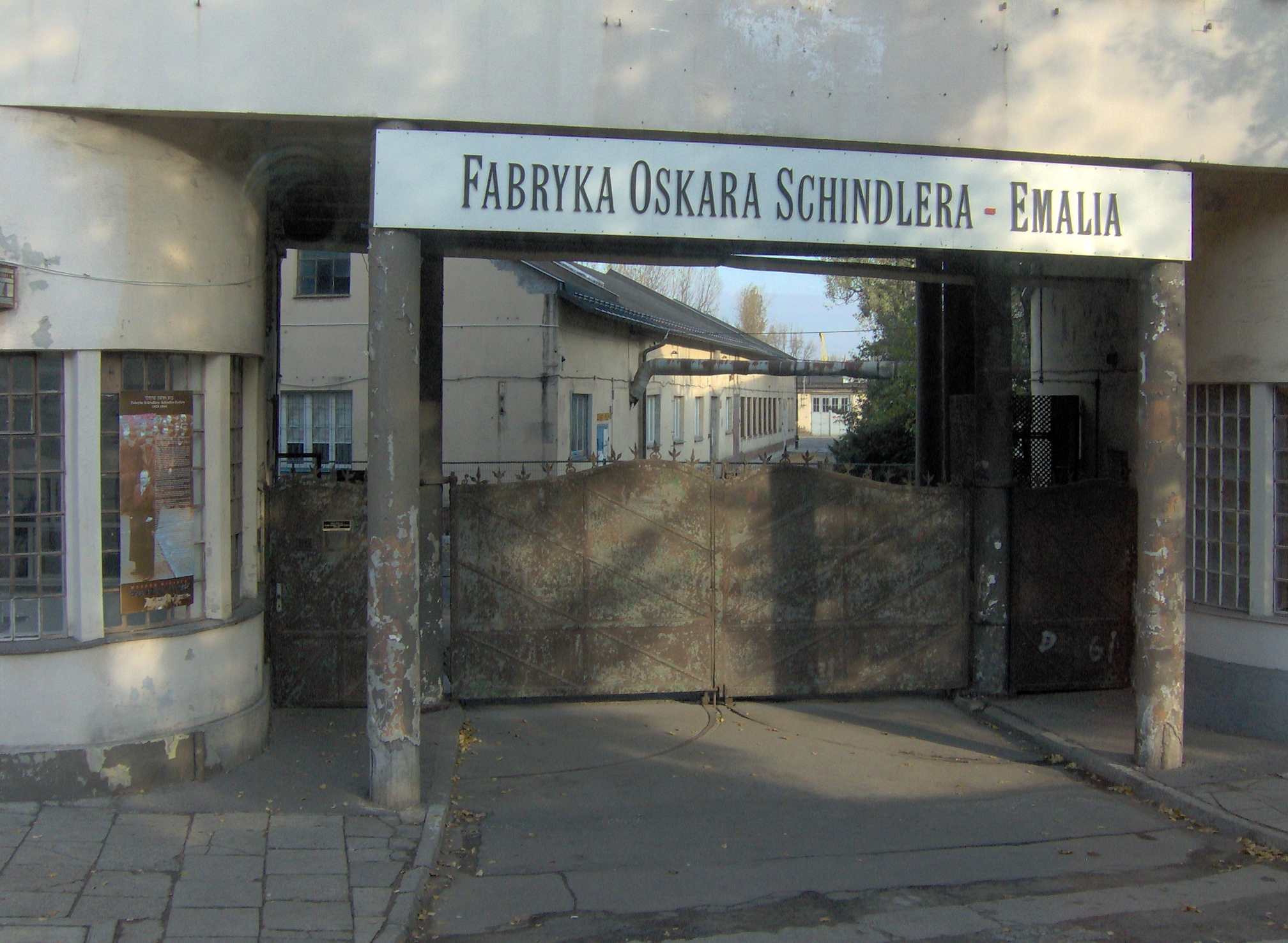
La vera fabbrica di Schindler a Cracovia

La sua abilità nelle pubbliche relazioni lo porta in breve tempo a stringere rapporti prima con i vertici delle SS che amministrano il territorio occupato, poi anche con un giovane borsista nero (con l'incarico di reperire merci rare da utilizzare come regali, per ottenere i permessi necessari per iniziare la sua attività) e soprattutto, infine, con un contabile ebreo, Itzhak Stern, ex-amministratore di una fabbrica ora impiegato presso lo Judenrat di Cracovia, il Consiglio ebraico, il quale si incaricherà di reperire le somme necessarie per iniziare la nuova attività. Lo scetticismo del contabile nei suoi confronti è evidente ma, riscontrate le sue intenzioni e i possibili vantaggi che deriverebbero per i cosiddetti "investitori", acconsente a farlo incontrare con alcuni investitori ebrei che gli forniranno il denaro necessario in cambio di merci da scambiare al mercato nero.
Esaurite le formalità burocratiche, viene inaugurata la Deutsche Emaillewarenfabrik (DEF), dove più di mille lavoratori ebrei, molti salvati dalla deportazione nei campi di concentramento dallo stesso Stern (tra i quali insegnanti, intellettuali o scrittori, ritenuti "non necessari" dalle autorità naziste), si recano ogni giorno a lavorare godendo di una posizione privilegiata rispetto alla maggioranza della popolazione ebraica, costretta a vivere in condizioni estremamente difficili all'interno del ghetto. Grazie a ciò l'imprenditore inizia ad accumulare grandi quantità di denaro, grazie anche all'apertura, da parte dei tedeschi, del nuovo fronte verso est contro i sovietici.
La vita sembra essere avviata ad una sorta di stabilità, nonostante maltrattamenti ed esecuzioni sommarie da parte delle SS, fin quando giunge in città lo Hauptsturmführer Amon Göth, con l'incarico di avviare la costruzione del nuovo campo di concentramento di Kraków-Płaszów, nel quadro dell'Operazione Reinhard, e di liquidare l'eccedenza di persone ammassate nel ghetto di Cracovia. Schindler e una delle sue amanti, a cavallo, osservano con orrore da lontano le crudeltà che i nazisti stanno perpetrando. Pur non volendo assistere impotente al massacro che si svolge sotto i suoi occhi, Schindler deve anche subire l'arresto della sua attività, non potendo più utilizzare la manodopera che gli era stata concessa fino a quel momento.
Temendo per la fine dei propri affari e del proprio arricchimento, ma anche preoccupato per la sorte delle persone a cui ha cominciato ad affezionarsi, l'imprenditore modifica la produzione della fabbrica, convertendola da civile a militare, iniziando a produrre armamenti quali munizioni e granate, traendo beneficio dalla benevolenza, ben ricambiata, del comandante del campo e continuando in questo modo ad avere il sostegno delle SS e la loro protezione, ed allo stesso tempo reclutando ulteriore personale ebraico, tra i quali i figli degli internati, per preservarli dalle deportazioni.

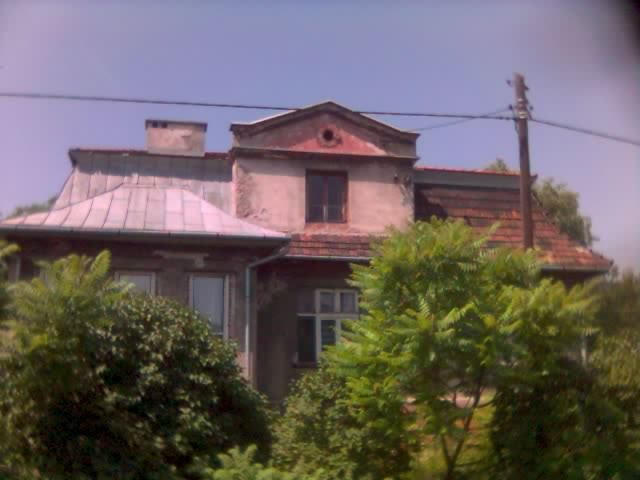
La residenza di Amon Göth, sovrastante il campo di concentramento di Plaszów

Con l'approssimarsi delle truppe sovietiche, tuttavia, il comandante Göth riceve l'ordine da Berlino di riesumare e incenerire i resti degli ebrei assassinati nel ghetto, di smantellare il campo di Płaszów e di trasferire gli ebrei sopravvissuti nel campo di concentramento di Auschwitz, allo scopo di occultare le prove dello sterminio di massa. Schindler, raggiunto dalla moglie dopo un periodo di libertinismo, sembrerebbe intenzionato a smantellare la sua attività e a fare ritorno in Cecoslovacchia, suo paese natale, ma la sua coscienza gli suggerisce di "comprare" i suoi lavoratori, pagandoli uno ad uno a Göth, compilando insieme a Stern una lista di coloro che saranno salvati, per trasferirli nella zona di Zwittau-Brinnlitz, in Moravia, al riparo dal sicuro destino del cosiddetto "trattamento speciale", ossia la soluzione finale, e solo allora il contabile prende totalmente coscienza di ciò che l'imprenditore sta realizzando.
Tutto sembra procedere bene, ma un errore burocratico modifica la direzione del treno su cui viaggiano le donne e i bambini, il quale, invece di seguire il convoglio precedente su cui viaggiavano gli uomini, arriva ad Auschwitz. Informato della notizia, Schindler accorre e, grazie a un'ulteriore corruzione, realizzata con la consegna di alcuni diamanti al comandante del campo Rudolf Höss, riesce ad ottenere la loro liberazione ed il loro trasporto a Zwittau-Brinnlitz, dove alle SS assegnate alla fabbrica viene fatto divieto di uccidere o di maltrattare i lavoratori. Riavviata la produzione, Schindler, pensando ingenuamente di accorciare la guerra, inizia a produrre proiettili non funzionanti, arrivando a comprare armamenti da altre industrie per rivenderli come suoi, finché il denaro finisce.
Terminata la guerra in Europa con la resa della Germania, Schindler, ancora membro ufficiale del Partito Nazista, deve allontanarsi precipitosamente al fine di evitare la cattura da parte dei soldati sovietici, non prima però di avere evitato l'ultimo inutile massacro da parte delle guardie tedesche, convinte, a dispetto degli ordini ricevuti, a fare ritorno a casa senza macchiarsi di un'inutile strage. Al momento del commiato, gli operai gli consegnano una lettera da esibire nel caso venisse catturato, con tutte le loro firme (più di mille) in cui spiegano che egli, un membro dei nazisti, è stato l'autore della loro salvezza; oltre alla lettera, gli donano anche un anello in oro forgiato di nascosto, su cui è incisa una citazione del Talmud, "Chiunque salva una vita salva il mondo intero". Prima di allontanarsi dalla sua fabbrica, Schindler si mostra per la prima volta fortemente turbato per quanto accaduto: di fronte ai suoi ex operai, confida a Stern di aver sperperato un sacco di denaro che avrebbe invece potuto utilizzare per "comprare" dalla morte altre persone e ritiene di non aver fatto abbastanza. In questa scena, visibilmente turbato, pronuncia le celebri parole: "Avrei potuto farne uscire altri… Avrei potuto salvarne altri…". Il saggio contabile però lo consola, ricordandogli che grazie a lui non andranno perse centinaia di generazioni di ebrei e affermando, invece, che si è spinto più in là di quanto un uomo, da solo, sarebbe stato in grado di fare in una situazione così orribile.

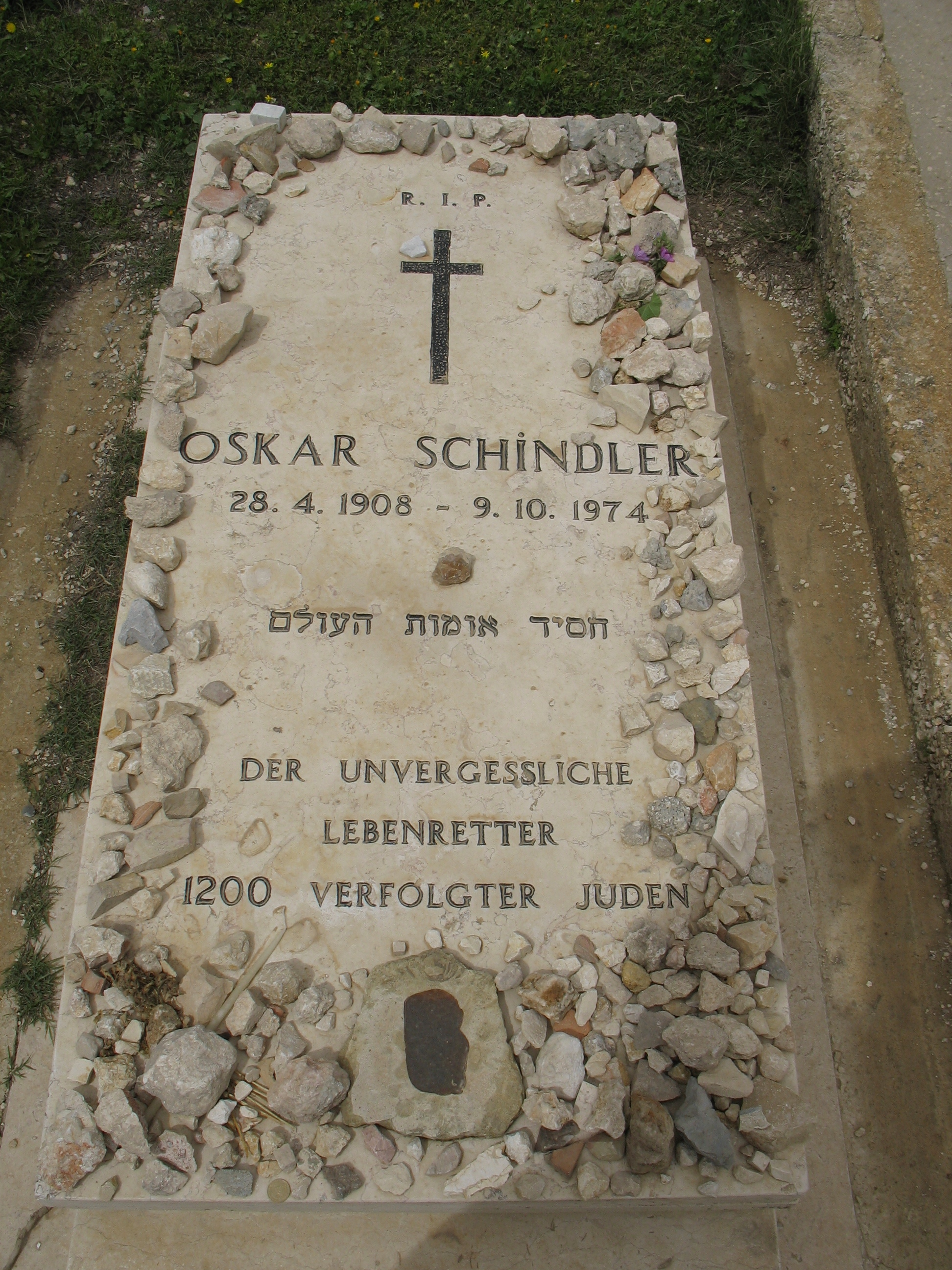
La tomba di Oskar Schindler a Gerusalemme

Partiti imprenditore e moglie, il gruppo di ebrei di Schindler passa la notte all'interno dei cancelli della fabbrica. Il mattino seguente, un soldato sovietico a cavallo annuncia loro la liberazione: alla domanda di Stern se siano rimasti ebrei in Polonia, il soldato tace mestamente e li informa che essi sono sgraditi sia a est sia a ovest, e consiglia loro di fermarsi nella città più vicina. Un epilogo rivela che Göth fu giustiziato per impiccagione e Schindler fallì sia negli affari che nel matrimonio dopo la guerra. 
Nel presente (girato a colori), molti degli ebrei di Schindler sopravvissuti e gli attori che li interpretano visitano la tomba del vero Schindler (morto nel 1974 in Germania, e sepolto per suo volere presso il piccolo cimitero francescano cattolico vicino al sito della dormizione di Maria sul monte Sion, nella parte vecchia di Gerusalemme) e posizionano pietre sulla sua lapide, seguendo il tradizionale segno di rispetto ebraico quando si visita una tomba, con Liam Neeson (non inquadrato in volto) che depone due rose.

## Produzione
Steven Spielberg doveva solo essere il produttore del film. Furono inizialmente proposti i registi Martin Scorsese e Billy Wilder. In una intervista del 2002, il regista Roman Polański, ex deportato polacco, affermò di essere stato chiamato per la regia di questo film e di avere rifiutato per un coinvolgimento "troppo personale", affermando di avere scelto poi di dirigere una pellicola sempre relativa all'Olocausto ma dalla trama più "leggera": Il pianista (2002).
Inizialmente la parte di Schindler fu proposta agli attori Stellan Skarsgård, Harrison Ford e Bruno Ganz, ma questi ultimi rifiutarono. Anche Mel Gibson e Kevin Costner manifestarono l'intenzione di fare parte del progetto, ma vennero scartati perché Spielberg voleva evitare la presenza di nomi troppo noti per fare concentrare lo spettatore sul film. Per la parte del comandante Amon Goth fu considerato l'attore Tim Roth, che rifiutò. Spielberg scelse quindi l'attore Ralph Fiennes, allora poco conosciuto, il quale ingrassò di tredici chili per la parte. Circa 2/5 del film sono stati girati con cinepresa a spalla. Lo stesso Spielberg si intravede in un breve cameo, in mezzo agli ebrei che attraversano i campi alla fine del film.

### Riprese
Le riprese del film furono eseguite interamente a Cracovia e dintorni, nonostante girino alcune notizie infondate sul fatto che alcune scene sarebbero state girate a Leopoli, in Ucraina. Inoltre, inizialmente si vollero girare le scene al campo di concentramento di Auschwitz, tuttavia pare che, appena iniziate le riprese in tale luogo, si ruppe una cinepresa, e questo fu interpretato da Spielberg come un "segno". La comunità ebraica, inoltre, si oppose al continuare ad usare indiscriminatamente Auschwitz come set per qualsiasi film sull'Olocausto. Fu infine scelto il campo di concentramento di Kraków-Plaszów, sebbene sia stato ricostruito su un finto set cinematografico, utilizzando le piantine originali del campo dell'epoca. Le riprese del film, completate in 72 giorni (4 giorni prima del previsto), durarono dal 1º marzo all'11 maggio 1993.
Girare Schindler's List fu profondamente difficile per Spielberg, in quanto il soggetto trattato lo costrinse a confrontarsi con elementi traumatici della sua infanzia, come l'antisemitismo del quale era stato vittima. Il regista fu sorpreso da sé stesso quando non pianse visitando Auschwitz, sentendosi invece pieno di sdegno ed oltraggio, e fu uno dei molti membri della troupe che non vollero assistere alle riprese della scena dove gli ebrei anziani vengono costretti a correre nudi durante la selezione da parte dei medici nazisti ad Auschwitz. Spielberg commentò di sentirsi sul set più come un reporter che come un regista, cioè come se stesse osservando e documentando avvenimenti reali e non riprendendo una scena predeterminata da un copione. Svariate attrici ebbero una crisi nervosa durante la scena nelle docce, inclusa una che era nata in un campo di concentramento. Le riprese del rastrellamento del ghetto di Cracovia, inoltre, furono realizzate esattamente cinquanta anni dopo il vero rastrellamento, avvenuto il 13 marzo 1943, in due giorni: 13-14 marzo 1993 nel centro di Cracovia. Spielberg, la moglie Kate Capshaw e i loro cinque figli affittarono una casa nella periferia di Cracovia per tutta la durata della lavorazione del film.

### Stile
Influenzato dal documentario del 1985 Shoah, Spielberg decise di non pianificare il film con l'ausilio di storyboard e di girarlo con uno stile documentaristico. Il 40% del film venne girato con la camera a mano, e il budget modesto significò una lavorazione veloce che occupò poco più di due mesi. Spielberg sentiva che questo tipo di lavorazione avrebbe dato al film spontaneità. Le riprese furono effettuate senza utilizzare steadycam, zoom o altri artifici tecnici che avrebbero potuto "spettacolarizzare" la vicenda.
La decisione di girare la pellicola principalmente in bianco e nero contribuì allo stile documentaristico dell'opera, che il direttore della fotografia, il polacco Janusz Kamiński, paragonò al cinema espressionista tedesco e al neorealismo italiano. Kamiński disse che voleva dare al film un'impronta senza tempo, così il pubblico non avrebbe potuto capire quando il film era stato girato. Il dirigente della Universal Tom Pollock chiese a Spielberg di girare il film a colori, ma il regista rifiutò categoricamente, dichiarando che la pellicola avrebbe avuto meno impatto emotivo.

## Tematiche e simbolismo

### Il bianco e nero
Il film affronta la tematica universale del bene contro il male, inquadrando il protagonista Schindler come un "tedesco buono", in contrapposizione alla figura del malvagio e psicopatico Göth; Schindler si evolve gradualmente da sostenitore del regime e del partito nazista ad eroe salvatore di vite umane. Viene così introdotto un secondo tema inerente alla redenzione, in quanto Schindler, da spregiudicato affarista ai margini della rispettabilità, diventa una figura paterna responsabile del salvataggio di più di mille persone. Per Spielberg, la rappresentazione della realtà in bianco e nero rappresenta l'Olocausto stesso: «L'Olocausto fu vita senza luce. Per me il simbolo della vita è il colore. Per questo un film che parla dell'Olocausto deve essere in bianco e nero».

### La bambina col cappottino rosso
Nonostante il film sia prevalentemente in bianco e nero, un cappottino rosso è utilizzato per distinguere dalla massa una bambina durante la scena della liquidazione del ghetto di Cracovia. Più avanti, nel film, Schindler vede il cadavere della stessa bambina, riconoscibile solo dallo stesso cappotto che indossa. Spielberg riferì che l’idea era da intendersi come simbolo di quanti, ai più alti livelli del governo statunitense, erano consapevoli del massacro degli ebrei in atto in Europa ma non fecero nulla per impedirlo. A tal proposito Spielberg dichiarò: «Era evidente come una bambina con un cappotto rosso che cammina per la strada, ma nessuno pensò di bombardare le linee ferroviarie tedesche. Nulla fu fatto per fermare... l'annientamento degli ebrei europei. Quindi questo è il mio messaggio nel lasciare quel particolare del film a colori». Il professor André H. Caron dell'Università di Montréal si chiese se il rosso potesse simbolizzare "l'innocenza, la speranza, o il sangue degli ebrei sacrificati nell'orrore dell'Olocausto". Il dettaglio rosso in un film in bianco e nero è anche, probabilmente, un omaggio a Akira Kurosawa, che aveva già usato questo espediente in Anatomia di un rapimento (天国と地獄?, Tengoku to jigoku) del 1963.
Interessante notare che le due apparizioni della bambina con il cappotto rosso rappresentano due momenti di una raggiunta consapevolezza di Schindler sull'immane tragedia che lo circonda con due decise e conseguenti sterzate del suo atteggiamento e delle sue abitudini.
La bambina venne interpretata sullo schermo da Oliwia Dąbrowska, di tre anni all'epoca delle riprese. Spielberg le chiese di non guardare il film fino a quando non avesse compiuto diciotto anni, ma lei lo vide a undici anni e ne rimase "terrorizzata". Rivedendo poi la pellicola da adulta, si disse orgogliosa del ruolo da lei interpretato.

### Candele
La scena d'apertura del film mostra una famiglia ebrea durante la celebrazione dello Shabbat. Spielberg disse che "iniziare il film con l'accensione delle candele... con la celebrazione di un normale Shabbat era come rappresentare la quiete prima della tempesta che travolse gli ebrei". Quando il colore sfuma nei momenti iniziali del film, lascia il posto a un mondo dove il fumo simboleggia i corpi bruciati ad Auschwitz. Solo alla fine, quando Schindler permette ai suoi operai di effettuare i preparativi per lo Shabbat, l'immagine della candela torna ad ardere, infondendo calore. Per il regista, esse rappresentano "un bagliore di speranza".

### Riferimenti all'ebraismo e alla cultura ebraica
La tag-line del film Colui che salva una sola vita salva il mondo intero è una frase del Talmud babilonese, esattamente citata nel trattato Sanhedrin, 37a; uno dei primi editori ebrei del Talmud, Soncino (IV secolo), tradusse:
(Traduzione inglese del Soncino)
(Traduzione italiana)
Il riferimento all'"anima di Israele" (assente in alcuni manoscritti, che riportano semplicemente "l'anima di un uomo") va compresa nel contesto come una discussione sulla liceità di un tribunale in terra di Israele di giudicare israeliti e non come una limitazione alla portata etica di questo motto. Inoltre, la mishnah relativa a questa frase fu discussa anche per la liceità nel contesto della più ampia legge capitale ebraica, riportata soprattutto nel Levitico e alla fine dell'Esodo.
Il titolo originale del film ha un curioso doppio significato bilinguistico: in inglese infatti "Schindler's list" significa "La lista di Schindler", mentre in lingua yiddish (la lingua ebraica parlata dalle comunità ebraiche dell'est Europa) i termini "Schindler's list" si traducono in "Il trucco di Schindler". La lingua tedesca, notoriamente simile allo yiddish, conferma questa interpretazione: "Liste" sta per "lista", "elenco", mentre "List" per "astuzia", "furbizia", da cui l'aggettivo "listig": "scaltro", "astuto". La traduzione Il trucco di Schlinder, oltre che dal tedesco listig, potrebbe derivare anche dalla parola russa lisà (volpe), da cui l'aggettivo lìsjy (volpino, furbo) e per derivazione semantica aver dato vita alla parola trucco: lo yiddish, oltre a parole di origine tedesca, ha molte parole di origine slava, essendosi particolarmente sviluppato in Polonia e in Russia.

## Colonna sonora

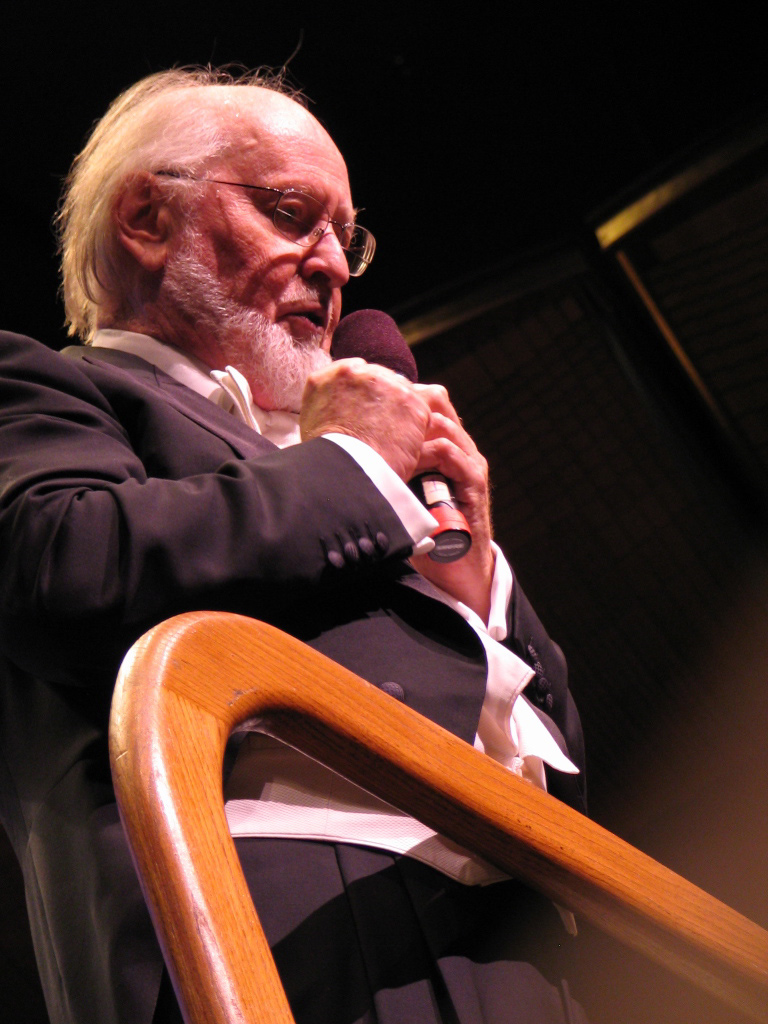
Il compositore John Williams

La colonna sonora del film ha vinto un Oscar, un BAFTA e un BMI Film Music Award; il film ha vinto un Grammy Award per la migliore composizione strumentale per musica per film. Nel trailer promozionale che circolava in Italia le musiche non erano le originali di John Williams ma del compositore polacco Wojciech Kilar e precisamente parte della composizione Exodus.

## Distribuzione

### Data di uscita
Il film uscì negli USA il 30 novembre 1993 in un'anteprima a Washington, il primo dicembre a New York e il 9 dicembre a Los Angeles, per poi uscire in distribuzione limitata dal 15 dicembre. In Italia la pellicola uscì l'11 marzo 1994 e per l'edizione 25º anniversario in memoria della Shoah riuscì nelle sale italiane dal 24 al 27 gennaio 2019.

### Versione italiana
La direzione del doppiaggio è a cura di Manlio De Angelis, su dialoghi di Francesco Vairano, per conto della C.D.C.

## Accoglienza

### Incassi
Con un budget stimato attorno ai 22000000 $, la pellicola è riuscita ad incassarne negli U.S.A. circa 96065768 $, mentre globalmente 321300000 $, risultando così il 9º film per maggior incasso in USA e il 4º per maggior incasso globale dell'anno 1993, mentre in Europa ha fruttato ben 143000000 €. Il regista Spielberg però dichiarò di aver rifiutato, per rispetto, il suo compenso personale.

### Critica
Schindler's List ha ricevuto consensi sia dalla critica cinematografica che dal pubblico, e ha ricevuto diversi premi e nomination.
Su Rotten Tomatoes, il film ha ricevuto un indice di gradimento del 98% basato su 133 recensioni, con una valutazione media di 9,20/10. Il consenso critico del sito web recita: "Schindler's List fonde l'abietto orrore dell'Olocausto con il tenero umanesimo caratteristico di Steven Spielberg per creare il capolavoro drammatico del regista". Metacritic ha assegnato al film un punteggio medio ponderato di 94 su 100, basato su 26 critici, indicando "il plauso universale". Il pubblico intervistato da CinemaScore ha assegnato al film un raro voto medio "A+" su una scala da A+ a F. Su IMDb ha come punteggio medio un 9/10, su Coming Soon: 4.66/5, e su MYmovies 4.15/5.
Stephen Schiff di The New Yorker lo ha definito il miglior dramma storico sull'Olocausto, un film che "prenderà il suo posto nella storia culturale e vi rimarrà". Roger Ebert del Chicago Sun-Times ha assegnato al film quattro stelle su quattro e lo ha descritto come il migliore di Spielberg, "recitato, scritto, diretto e visto brillantemente". Ebert lo ha definito uno dei suoi dieci film preferiti del 1993. Terrence Rafferty, anche lui con The New Yorker, ha ammirato "l'audacia narrativa, l'audacia visiva e la franchezza emotiva" del film. Ha notato che le esibizioni di Neeson, Fiennes, Kingsley e Davidtz meritano un elogio speciale, e definisce la scena sotto la doccia ad Auschwitz "la sequenza più terrificante mai girata". Leonard Maltin ha assegnato al film una valutazione di quattro stelle su quattro; ha descritto il film come un "sbalorditivo adattamento del best seller di Thomas Keneally ... con un ritmo così frenetico che sembra e sembra che non sia mai stato realizzato da Hollywood prima ... il film più intenso e personale di Spielberg fino ad oggi". James Verniere del Boston Herald ha notato la moderazione e la mancanza di sensazionalismo del film e lo ha definito una "importante aggiunta al corpus di lavori sull'Olocausto". Il critico britannico John Gross ha detto che i suoi dubbi sul fatto che la storia sarebbe stata eccessivamente sentimentalizzata "erano del tutto fuori luogo. Spielberg mostra una salda comprensione morale ed emotiva del suo materiale. Il film è un risultato eccezionale". Mintz osserva che anche i critici più aspri del film ammirano la "brillantezza visiva" del segmento di quindici minuti dell'assalto al ghetto di Cracovia delle truppe naziste. Descrive la sequenza come "realistica" e "sbalorditiva". Sottolinea che il film ha fatto molto per aumentare il ricordo e la consapevolezza dell'Olocausto mentre gli ultimi sopravvissuti muoiono, interrompendo gli ultimi legami viventi con la catastrofe. L'uscita del film in Germania ha portato a un'ampia discussione sul motivo per cui la maggior parte dei tedeschi non ha fatto di più per aiutare.

### AFI 100 Years
L'American Film Institute ha omaggiato il film inserendolo in varie delle sue liste.
Il film in questione è inserito in 3 liste:
- Nella AFI's 100 Years... 100 Movies, la pellicola è nona nel 1998 e ottava nel 2007
- Nella AFI's 100 Years... 100 Cheers, il film si aggiudica la medaglia di bronzo, terzo classificato
- Nella AFI's 10 Top 10, Schindler's List è medaglia di bronzo nei film epici

Gli altri contenuti nel film sono in una sola lista, la AFI's 100 Years... 100 Heroes and Villains, dove Oskar Schindler occupa la tredicesima posizione negli eroi e Amon Göth la quindicesima nei cattivi.

## Riconoscimenti
- 1994 - Premio Oscar
  - Miglior film a Steven Spielberg, Gerald R. Molen e Branko Lustig
  - Miglior regia a Steven Spielberg
  - Migliore sceneggiatura non originale a Steven Zaillian
  - Migliore fotografia a Janusz Kaminski
  - Migliore scenografia a Allan Starski e Ewa Braun
  - Miglior colonna sonora a John Williams
  - Miglior montaggio a Michael Kahn
  - Candidatura miglior attore protagonista a Liam Neeson
  - Candidatura Miglior attore non protagonista a Ralph Fiennes
  - Candidatura Migliori costumi a Anna B. Sheppard
  - Candidatura Miglior trucco a Christina Smith, Matthew W. Mungle e Judith A. Cory
  - Candidatura Miglior sonoro a Andy Nelson, Steve Pederson, Scott Millan e Ron Judkins
- 1994 - Golden Globe
  - Miglior film drammatico
  - Migliore regia a Steven Spielberg
  - Migliore sceneggiatura a Steven Zaillian
  - Candidatura Miglior attore in un film drammatico a Liam Neeson
  - Candidatura Miglior attore non protagonista a Ralph Fiennes
  - Candidatura Miglior colonna sonora a John Williams
- 1994 - Premio BAFTA
  - Miglior film a Steven Spielberg, Gerald R. Molen e Branko Lustig
  - Migliore regia a Steven Spielberg
  - Miglior attore non protagonista a Ralph Fiennes
  - Miglior sceneggiatura non originale a Steven Zaillian
  - Miglior fotografia a Janusz Kaminski
  - Miglior montaggio a Michael Kahn
  - Miglior colonna sonora a John Williams
  - Candidatura Miglior attore protagonista a Liam Neeson
  - Candidatura Miglior attore non protagonista a Ben Kingsley
  - Candidatura Migliore scenografia a Allan Starski
  - Candidatura Miglior trucco a Christina Smith, Matthew W. Mungle, Waldemar Pokromski, Pauline Heys
  - Candidatura Migliori costumi a Anna B. Sheppard
  - Candidatura Miglior sonoro a Charles L. Campbell, Louis L. Edemann, Ron Judkins, Robert Jackson, Andy Nelson, Steve Pederson e Scott Millan
- 1993 - Chicago Film Critics Association Award
  - Miglior film
  - Migliore regia a Steven Spielberg
  - Miglior attore protagonista a Liam Neeson
  - Miglior attore non protagonista a Ralph Fiennes
  - Migliore sceneggiatura non originale a Steven Zaillian
  - Migliore fotografia a Janusz Kaminski
  - Candidatura Miglior performance rivelazione a Ralph Fiennes
- 1995 - Premio César
  - Candidatura Miglior film straniero a Steven Spielberg
- 1994 - David di Donatello
  - Candidatura Miglior film straniero a Steven Spielberg
- 1995 - Nastro d'argento
  - Candidatura Regista del miglior film straniero a Steven Spielberg
- 1994 - Ciak d'oro
  - Miglior film straniero
- 1994 - Kansas City Film Critics Circle Award
  - Miglior film
  - Migliore regia a Steven Spielberg
- 1994 - MTV Movie Award
  - Candidatura Miglior film
  - Candidatura Miglior performance rivelazione a Ralph Fiennes
- 1993 - National Board of Review Award
  - Miglior film
  - Migliori dieci film
- 1994 - Southeastern Film Critics Association Award
  - Candidatura Miglior film
- 1994 - Premio Amanda
  - Miglior film straniero a Steven Spielberg
- 1995 - Awards of the Japanese Academy
  - Miglior film straniero
- 1993 - Boston Society of Film Critics Award
  - Miglior film
  - Migliore regia a Steven Spielberg
  - Miglior attore non protagonista a Ralph Fiennes
  - Migliore fotografia a Janusz Kaminski
- 1995 - Evening Standard British Film Awards
  - Miglior attore a Ben Kingsley
- 1995 - Grammy Award
  - Miglior composizione musicale a John Williams
- 1995 - London Critics Circle Film Award
  - Film dell'anno
  - Regista dell'anno a Steven Spielberg
  - Attore britannico dell'anno a Ralph Fiennes
  - Candidatura Attore dell'anno a Liam Neeson
- 2010 - London Critics Circle Film Award
  - Candidatura Premio del 30º anniversario
- 1993 - Los Angeles Film Critics Association Award
  - Miglior film
  - Miglior fotografia a Janusz Kaminski
  - Miglior scenografia a Allan Starski
  - Candidatura Miglior attore non protagonista a Ralph Fiennes
- 1993 - New York Film Critics Circle Award
  - Miglior film
  - Miglior attore non protagonista a Ralph Fiennes
  - Miglior fotografia a Janusz Kaminski
  - Candidatura Miglior regista a Steven Spielberg
  - Candidatura Miglior sceneggiatura' a Steven Zaillian
- 1994 - Eddie Award
  - Miglior montaggio a Michael Kahn
- 1994 - American Society of Cinematographers
  - Candidatura Migliore fotografia a Janusz Kaminski
- 1994 - AACTA Award
  - Candidatura Miglior film straniero a Steven Spielberg, Gerald L. Molen e Branko Lustig
- 1994 - BMI Film & TV Award
  - Miglior colonna sonora a John Williams
- 1993 - British Society of Cinematographers
  - Migliore fotografia a Janusz Kaminski
- 1994 - Dallas-Fort Worth Film Critics Association Award
  - Miglior film
  - Migliore regia a Steven Spielberg
  - Miglior attore non protagonista a Ralph Fiennes
  - Miglior sceneggiatura a Steven Zaillian
  - Miglior fotografia a Janusz Kaminski
  - Candidatura Miglior attore protagonista a Liam Neeson
- 1994 - DGA Award
  - Miglior regia a Steven Spielberg, Branko Lustig, Sergio Mimica-Gezzan e Michael Helfand
- 1995 - Guldbagge Award
  - Candidatura Miglior film straniero a Steven Spielberg
- 1995 - Mainichi Film Concours
  - Miglior film straniero a Steven Spielberg
- 1995 - Golden Reel Award
  - Miglior montaggio sonoro (ADR)
- 1994 - National Society of Film Critics Award
  - Miglior film
  - Migliore regia a Steven Spielberg
  - Miglior attore non protagonista a Ralph Fiennes
  - Migliore fotografia a Janusz Kaminski
- 1994 - PGA Award
  - Miglior produttore a Steven Spielberg, Gerald L. Molen e Branko Lustig
- 1994 - WGA Award
  - Miglior sceneggiatura non originale a Steven Zaillian
- 1994 - Cinema Audio Society
  - Candidatura Miglior sonoro a Andy Nelson, Steve Pederson, Scott Millan e Ron Judkins
- 1995 - Cinema Writers Circle Award
  - Miglior film straniero a Steven Spielberg
- 1994 - Golden Screen
  - Golden Screen Award
  - Golden Screen con 1 stella
- 1993 - Heartland Film
  - Truly Moving Picture Award a Steven Spielberg
- 1994 - Heartland Film Festival
  - Studio Crystal Heart Award a Branko Lustig
- 1994 - Hochi Film Award
  - Miglior film straniero a Steven Spielberg
- 1994 - Humanitas Prize
  - Miglior film a Steven Zaillian
- 1994 - Jupiter Award
  - Miglior film internazionale a Steven Spielberg
  - Miglior regista internazionale a Steven Spielberg
- 1995 - Kinema Junpo Award
  - Miglior film straniero a Steven Spielberg
- 1994 - Nikkan Sports Film Award
  - Miglior film straniero
- 1997  - Online Film & Television Association
  - Miglior film
- 1994 - PEN Center USA West Literary Award
  - Migliore sceneggiatura a Steven Zaillian
- 1994 - Political Film Society
  - Premio per i diritti umani
  - Candidatura Premio per l'esposizione
- 1994 - Publicists Guild of America
  - Maxwell Weinberg Award al miglior film
- 1994 - USC Scripter Award
  - Miglior sceneggiatura a Thomas Keneally e Steven Zaillian